# Philipp Spener

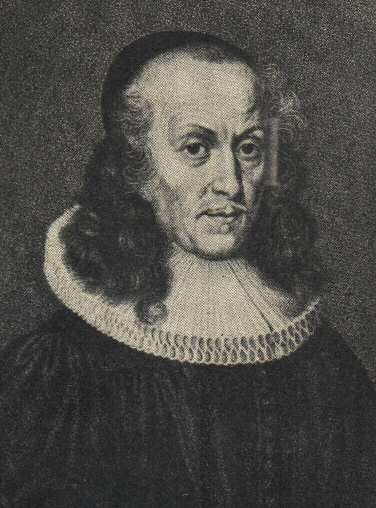
Philipp Jakob Spener

Philipp Jakob Spener (n. 13 ianuarie 1635, Rappoltsweiler – d. 5 februarie 1705, Berlin) a fost un teolog german creștin cunoscut ca „Tatăl pietismului.”

## Biografie
În 1670 este numit pastor la Frankfurt. A întemeiat în locuința sa o mică grupă de studiu collegium pietatis care cu timpul a devenit neîncăpătoare și a trebuit să se mute într-o biserică.
În 1675 scrie Pia Desideria (Dorul fierbinte după o reformă pe placul lui Dumnezeu) care  a dus la nașterea pietismului. Printre primii săi adepți se numără August Francke, magistratul Dresdei.

## Legături externe
- Online edition of Spener's heraldic works (Latin)
- Pia Desideria by Philipp Jakob Spener (English translation)

## Vezi și
- Listă de teologi creștini